# زرشک

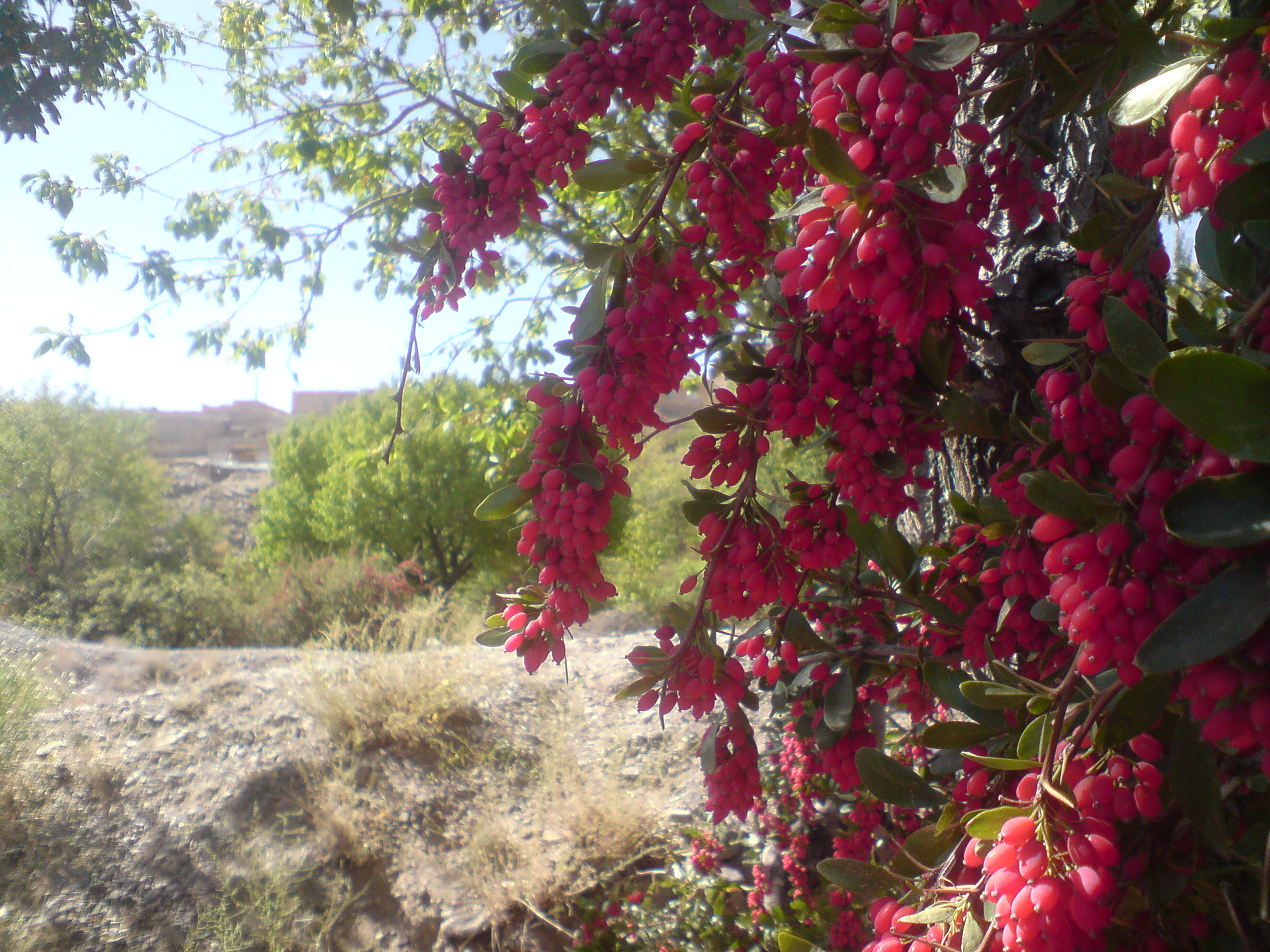
زرشک خراسان جنوبی

شکوفه‌های بهاری درخت زرشک در روستای کوشک زر

زرشک نام یک سرده از تیره زرشکیان است. این سرده دارای گونه‌های متعددی از گیاهان برگ‌ریز و همیشه‌سبز است. زرشک‌ها درختچه‌هایی عموماً دارای خار به طول ۱ تا ۵ متر هستند و در مناطق معتدل و نیمه‌گرمسیری در اروپا، آسیا، آفریقا، آمریکای شمالی و آمریکای جنوبی یافت می‌شوند. شناخته‌شده‌ترین گونهٔ زرشک‌ها، زرشک اروپایی یا زرشک معمولی است که در اروپا، خاورمیانه، شمال آفریقا، و آسیای مرکزی، گونه‌ای متداول بوده و به مناطق وسیعی از آمریکای شمالی نیز معرفی شده است.

## بوم‌شناسی
لارو برخی از پروانه‌سانان از جمله بیدها، آفت زرشک‌ها هستند. گونه‌های مختلف زرشک، می‌توانند، مزارع گندم و سایر غلات را به بیماری‌های قارچی گیاهی از جمله زنگ گندم، آلوده کنند. گونه‌هایی مانند زرشک معمولی و زرشک کانادایی، از گیاهان پذیرندهٔ قارچ زنگار هستند. به همین دلیل، کاشت گونه‌هایی مانند زرشک معمولی، در بسیاری از مناطق دنیا ممنوع شده است. ورود این گونهٔ زرشک همچنین به سراسر ایالات متحده، ممنوع است. برخی گونه‌های دیگر زرشک مانند زرشک زینتی و زرشک داروین، در برخی مناطق مانند نیوزیلند، به‌صورت یک گونه مهاجم درآمده‌اند. زرشک ژاپنی در ۳۲ ایالت آمریکا، به‌عنوان یک گونهٔ مهاجم درآمده است.

## مصرف خوراکی
زرشک معمولی، در بسیاری از مناطق آسیا و اروپا به‌طور طبیعی رشد می‌کند. میوه این گیاه، حاوی ویتامین ث بالا و دارای طعمی ترش است و در گذشته، در اروپا مصارف غذایی گسترده‌ای داشته است. امروزه این میوه تنها در ایران و آشپزی ایرانی و در تهیهٔ غذاهایی مانند زرشک‌پلو، مصرف عمده دارد. در شرق اروپا و روسیه، از زرشک در تهیهٔ برخی مرباها، نوشیدنی‌ها، آبنبات‌ها و شیرینی‌ها استفاده می‌شود. گونه‌های زرشک برگ‌جعبه‌ای و زرشک داروین، بومی پاتاگونیا بوده و در آرژانتین و شیلی در تهیه مربا مورد استفاده‌اند.

## در ایران
کشور ایران بزرگ‌ترین تولیدکننده زرشک در دنیا است که در این میان استان خراسان جنوبی با در اختیار داشتن نزدیک به ۹۷ درصد از اراضی زیرکشت این محصول، تولید ۹۵ درصد از زرشک دنیا را در اختیار دارد. شهرستان‌های زیرکوه و قائنات مرکز اصلی تولید آن است. زرشک قائنات جز بهترین محصولات این منطقه است.

بوتهٔ زرشک در ایران

## استفاده درمانی
میوه‌های خشک‌شده زرشک معمولی، در گیاه‌درمانی مورد استفاده است. این گیاه، حاوی آلکالوئیدهای ایزوکوئینولین مانند بربرین است. در سال ۲۰۱۴ در مطالعه‌ای در ایران، فهرستی از مواد شیمیایی گیاهی در زرشک معمولی، شناسایی و منتشر شد. تا کنون ایمن بودن مصرف درمانی بربرین، توسط پژوهش‌های علمی معتبر و از طریق روش‌های پزشکی مبتنی بر شواهد، تأیید نشده است. مادهٔ بربرین، در ایجاد اثرات نامطلوب دارویی، دارای پتانسیل بالایی است و می‌تواند موجب تداخل در جذب و متابولیسم داروهای نسخه‌ای شده و تأثیر داروهای مصرفی را کاهش دهد. مصرف بربرین به‌عنوان دارو، به‌ویژه در کودکان، غیرایمن ارزیابی شده است.
مطالعه‌ای روی مقایسه مصرف ۵۰۰ میلی‌گرم بربرین (دو تا سه بار در روز و به مدت ۳ ماه) با مصرف داروی معمول برای کنترل دیابت، متفورمین، انجام‌شده که نشان می‌دهد بربرین قادر به کنترل قند خون و سوخت‌وساز چربی به همان میزان متفورمین است. به همین دلیل پژوهشگران بربرین را به‌عنوان یک عامل هیپوگلیسمیک خوراکی قوی توصیف می‌کنند.
مطالعات دیگری نشان می‌دهند که بربرین، سوخت‌وساز قند و چربی را بهبود می‌دهد. پژوهش منتشرشده‌ای در Evidence-Based Complementary and Alternative Medicine نشان می‌دهد که بربرین می‌تواند حساسیت به انسولین را با تنظیم ترشح آدیپوکین بهبود بخشد.
به سبب وجود آلکالوئید بربرین در آن قادر به درمان اعتیاد با تریاک است. این اثربخشی در جانوران آزمایشگاهی که به‌طور مصنوعی به مرفین معتاد گردیده بودند، به اثبات رسیده است.

##### کاربرد های درمانی
زرشک به دلیل طیف گسترده‌ای از خواص درمانی خود، کاربردهای متنوعی در طب سنتی و مدرن دارد. در طب سنتی، زرشک برای درمان مشکلات گوارشی مانند اسهال، سوء هاضمه و نفخ، بیماری‌های کبدی مانند زردی و هپاتیت، عفونت‌ها، بیماری‌های پوستی و حتی مشکلات قلبی عروقی مورد استفاده قرار می‌گرفته است. در طب مدرن، تحقیقات علمی، بسیاری از این کاربردهای سنتی را تأیید کرده‌اند و کاربردهای جدیدی نیز برای زرشک در حال ظهور هستند. از جمله مهم‌ترین کاربردهای درمانی زرشک می‌توان به موارد زیر اشاره کرد:
- دیابت نوع 2
- بیماری‌های قلبی عروقی
- بیماری کبد چرب غیر الکلی
- سندرم تخمدان پلی‌کیستیک (PCOS)
- عفونت‌ها
- سرطان (تحقیقات اولیه)
- عوارض جانبی احتمالی زرشک

با وجود خواص درمانی متعدد، مصرف زرشک ممکن است با عوارض جانبی احتمالی نیز همراه باشد. عوارض جانبی زرشک معمولاً خفیف و گذرا هستند و شامل مشکلات گوارشی مانند تهوع، اسهال و یبوست می‌شوند. در موارد نادر، واکنش‌های آلرژیک به زرشک نیز گزارش شده است. مصرف زرشک در دوران بارداری و شیردهی توصیه نمی‌شود، زیرا اثرات آن بر جنین و نوزاد به طور کامل مشخص نشده است.
زرشک ممکن است با برخی داروها تداخل داشته باشد، به ویژه داروهای کاهنده قند خون و داروهای رقیق کننده خون. بنابراین، قبل از مصرف زرشک به عنوان دارو، مشورت با پزشک یا داروساز ضروری است، به ویژه اگر فرد دارای بیماری زمینه‌ای بوده یا داروهای خاصی مصرف می‌کند. به طور کلی، زرشک یک گیاه دارویی ایمن و مؤثر است که می‌تواند به ارتقای سلامتی و پیشگیری و درمان بسیاری از بیماری‌ها کمک کند. با این حال، مصرف متعادل و آگاهانه و مشورت با متخصصین حوزه سلامت قبل از مصرف آن، همواره توصیه می‌شود.

##### جایگاه زرشک در طب سنتی ایران
زرشک در طب سنتی ایران جایگاه ویژه‌ای دارد و از دیرباز به عنوان یک داروی گیاهی ارزشمند مورد استفاده قرار می‌گرفته است. در منابع طب سنتی ایرانی، از جمله کتاب‌های ابن سینا و رازی، به خواص درمانی زرشک به تفصیل اشاره شده و کاربردهای متنوعی برای آن ذکر گردیده است. در طب سنتی ایران، زرشک به عنوان گیاهی با طبع سرد و خشک شناخته می‌شود و خواص قابض، ضدعفونی کننده، صفراآور، تصفیه کننده خون و تقویت کننده کبد به آن نسبت داده شده است. بر اساس این دیدگاه، زرشک برای درمان بیماری‌های ناشی از غلبه صفرا و رطوبت در بدن، بسیار مفید است.
از جمله مهم‌ترین کاربردهای زرشک در طب سنتی ایران می‌توان به موارد زیر اشاره کرد :
- بیماری‌های کبدی
- مشکلات گوارشی
- عفونت‌ها
- بیماری‌های پوستی
- بیماری‌های دهان و دندان
- تنظیم قند خون (به طور تجربی)

## کاربردهای دیگر
ئدر گذشته برای تولید رنگ زرد، از شاخه، ریشه و ساقه زرشک‌ها استفاده می‌شد. از خارهای زرشک نیز برای تمیز کردن سکه‌های طلای قدیمی استفاده می‌شد.

## نگارخانه

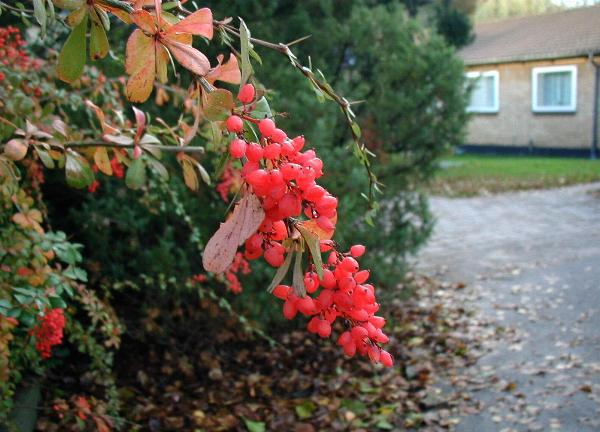
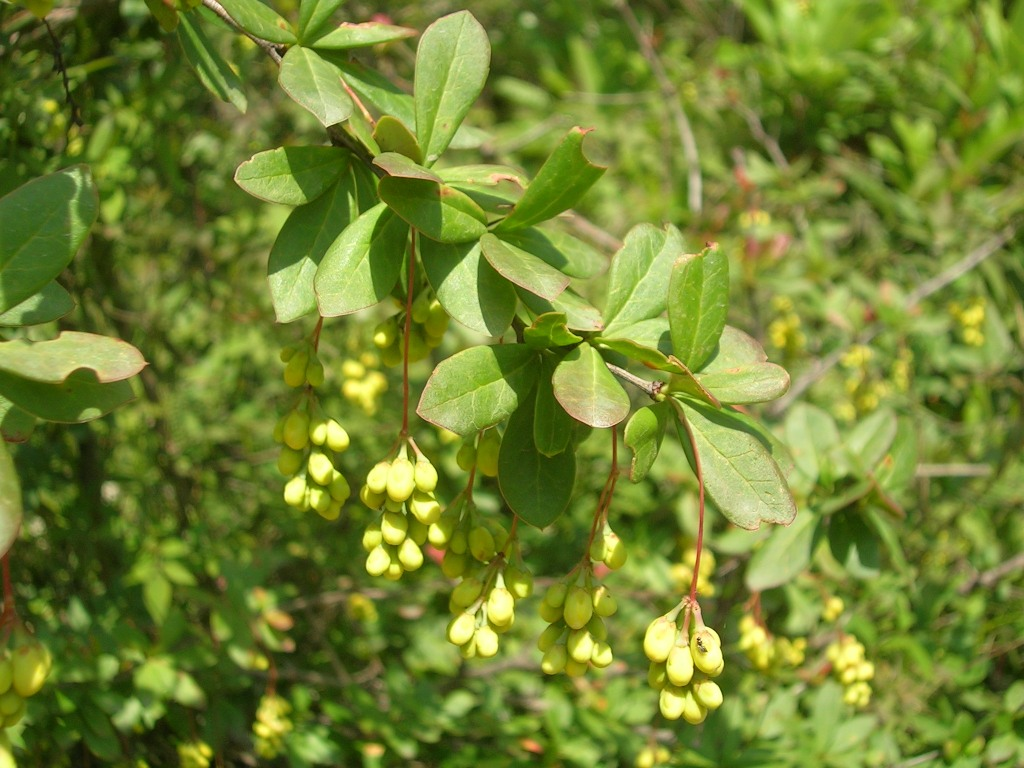
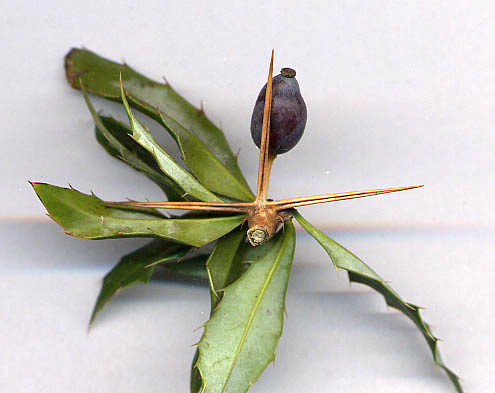
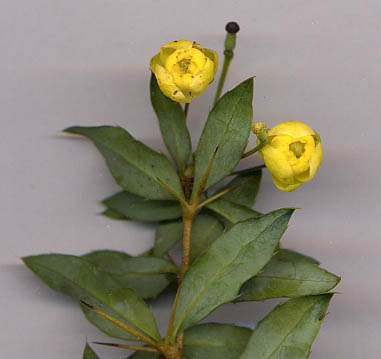
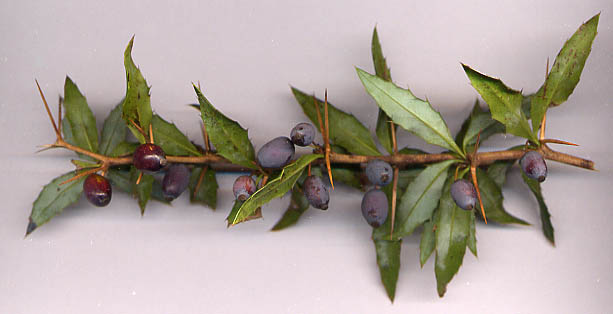
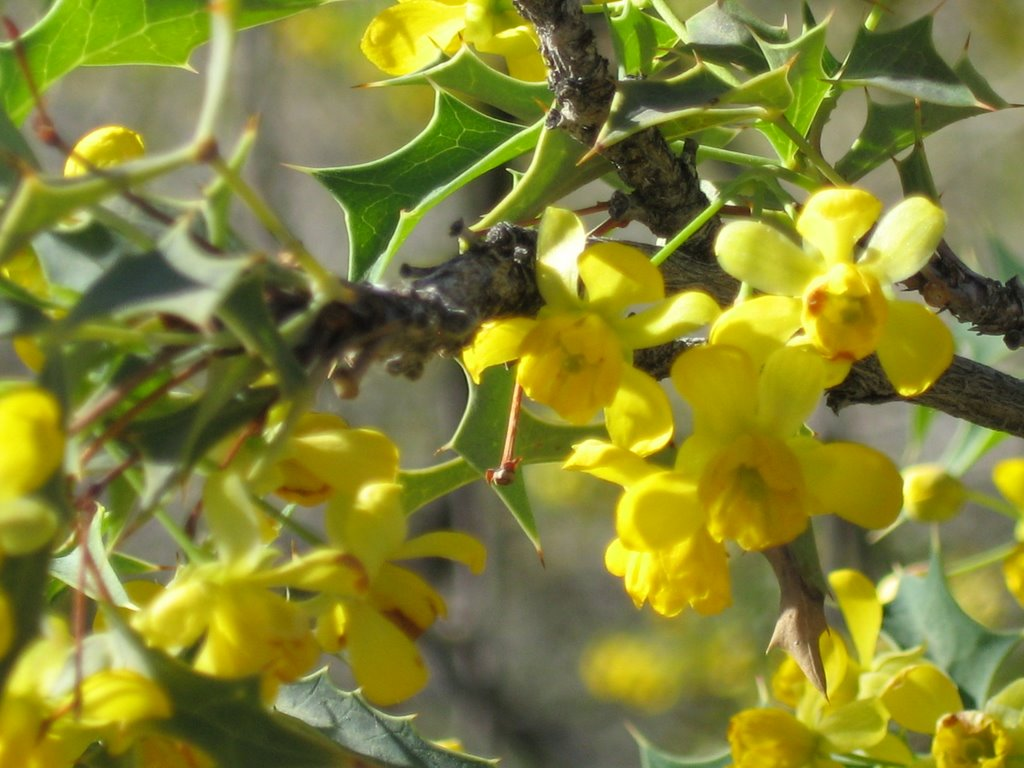
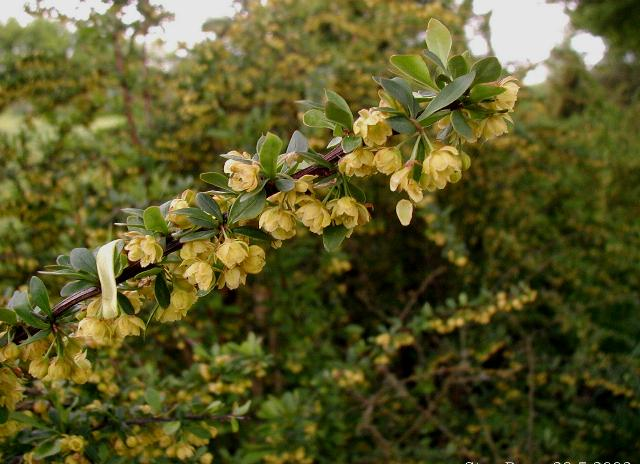
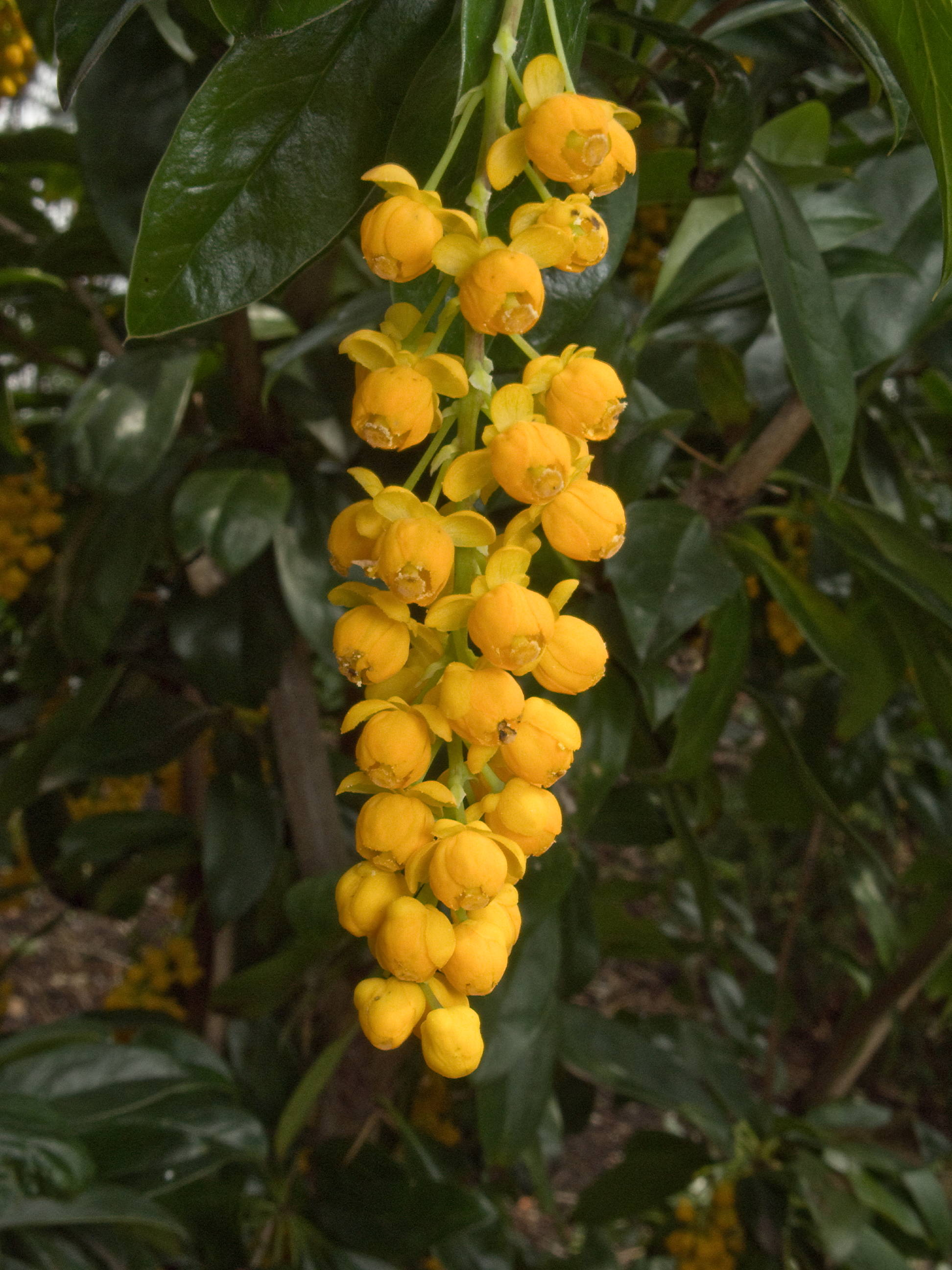
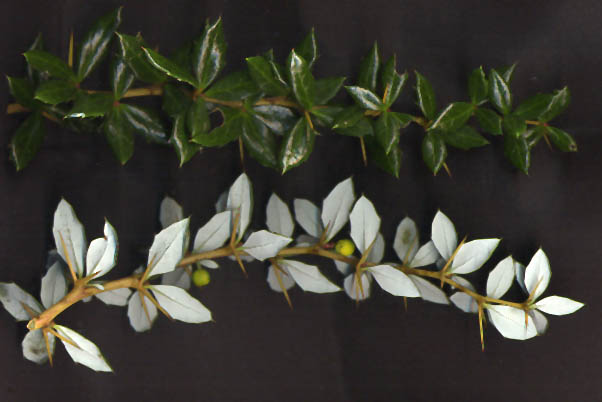
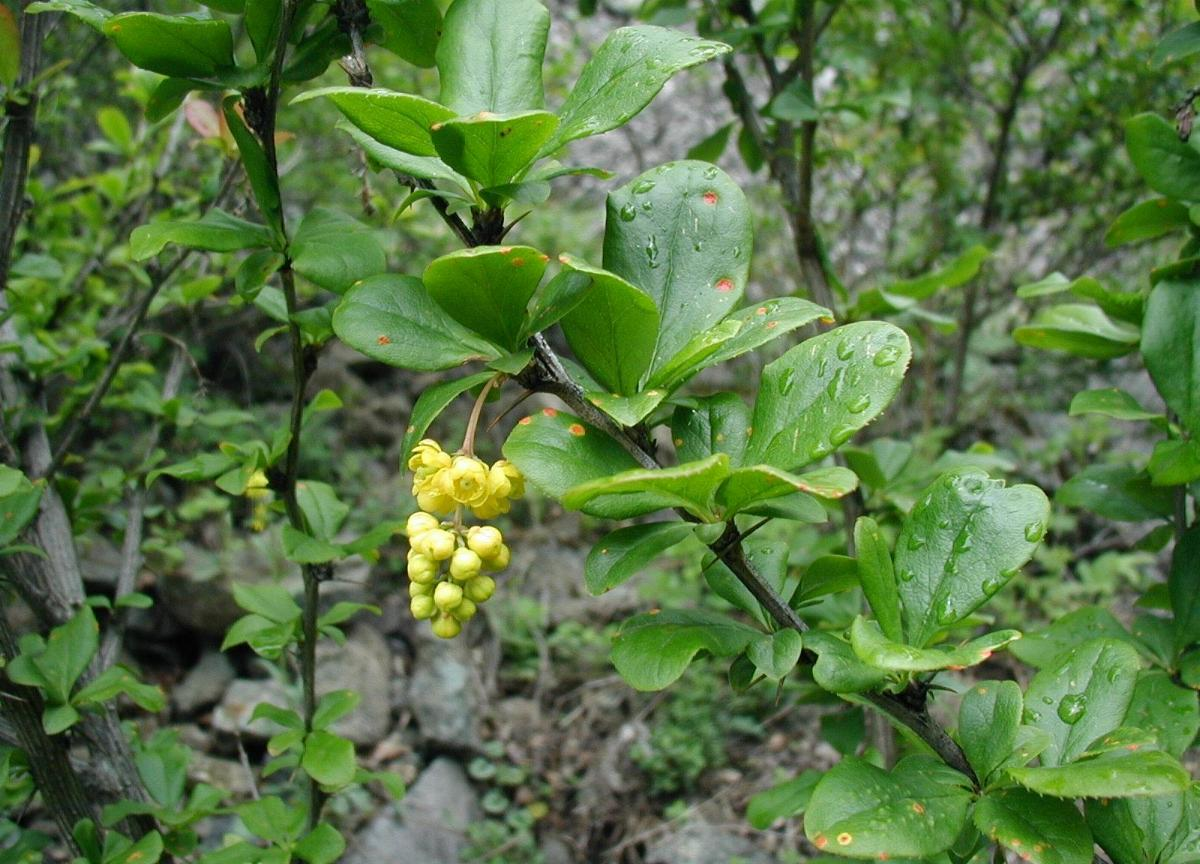